# Edo Kiriko

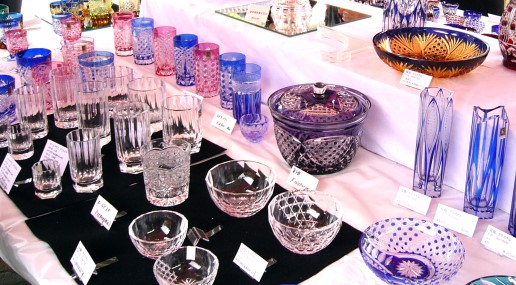
Edo Kiriko

Edo Kiriko ist eine japanische Glaskunst, die in Edo und Tokio seit dem Ende der Edo-Periode hergestellt wird und von der Stadtregierung von Tokio sowie dem Minister für Wirtschaft, Handel und Industrie als traditionelles Handwerk bezeichnet wird.

## Merkmale
Edo-Facetten, die in der späten Edo-Periode (1603–1868) hergestellt wurden, wurden durch das Facettieren von durchsichtigem Bleiglas (Transparenzglas) mit einer Raspel, einem Metallstab und kräftigem Sand hergestellt und dann mit einem Holzstab und anderen Werkzeugen in einem manuellen Handglasurverfahren poliert.
Es besteht ein großer Unterschied zwischen dem facettierten Satsuma-Glas der damaligen Zeit, bei dem dicke Schichten farbigen Glases (Irokise) verwendet wurden, und den tiefen Schliffen und kühnen Formen, die mit einer Scheibe hergestellt wurden.
Nach der Meiji-Zeit (1868–1912) führte das Verschwinden des Satsuma-Facettenschliffs zu einem Transfer von Handwerkern und Techniken sowie zur Einführung von Techniken aus Übersee, und die Technik und die Materialien von Farbglas wurden auch in Edo verwendet. Die Schichten aus farbigem Glas zeichnen sich durch ihre Dünnheit und Lebendigkeit aus. Auch die Verarbeitungsmethode wurde von der Hand auf Räder verlagert, wobei die Muster übernommen wurden.
Die Edo-Facettierung zeichnet sich durch die zarte Facettierung bekannter japanischer Muster wie Pfeilspitzen, Chrysanthemen und Hanfblattmuster aus, die auch auf Kimonos zu finden sind.
Gegenwärtig wird facettiertes Glas häufiger verwendet als Kristallglas, das von Anfang an verwendet und in großen Mengen hergestellt wurde.

## Geschichte
Edo Kiriko soll 1834 entstanden sein, als Kyubei Kagaya (bekannt als Kagakyu) aus Odenmacho, Edo, begann, mit Schmirgelsand Muster in die Glasoberfläche zu gravieren. Kagakyu soll sich von Kagaya (auch bekannt als Kagakichi), einem Glas- und Gläsergroßhändler in Nihonbashi Dori Yurimachi, abgespalten haben und begann ebenfalls mit der Herstellung von facettiertem Glas.
Im Jahr 1873 wurde im Rahmen der Industrialisierungs- und Entwicklungspolitik der Meiji-Regierung die erste Glasfabrik Japans, die Shinagawa Kogyo-sha Glass Works, eröffnet, die den Beginn der modernen Glasproduktion in Japan markierte. Kogyo-sha war eine von Sanjo Sanetomi, Murai Sanshiro und Niwa Masanobu auf der Rückseite des Tokai-ji-Tempels in Shinagawa-juku gegründete Glasfabrik, die 1876 vom Industrieministerium erworben und in „Shinagawa Glass Works“ umbenannt wurde.
Im Jahr 1881 wurde der Ingenieur für geschliffenes Glas, Emanuel Hoptman, aus England eingeladen, der zu dieser Zeit über die fortschrittlichste Technologie verfügte und in Japan einführte, wobei mehrere Japaner unter ihm studierten.
Von der Taisho-Periode (1912–1926) bis zur frühen Showa-Periode wurde geschliffenes Glas während der Taisho-Kultur und des Modernismus populär und verbreitete sich in einer Vielzahl von Formen, von Geschirr bis zu Lampen. Es wurde zum Synonym für Luxusprodukte, was zum Teil auf den Wandel der Industriestrukturen nach dem Ersten Weltkrieg, die Erforschung von Materialien und die Entwicklung von Techniken zum Polieren von Kristallglas zurückzuführen ist.
Während des Pazifikkrieges wurde die Industrie als Friedensindustrie eingeschränkt und viele Handwerker zogen in den Krieg. Die verbliebenen Handwerker wurden versetzt oder evakuiert, und ihre Verarbeitungsfähigkeiten wurden auch für die Rüstungsproduktion mobilisiert, z. B. für die Glasverarbeitung für Kampfflugzeuge.
Nach dem Krieg wurde das Stadtzentrum von Koto, das Hauptproduktionsgebiet, in Schutt und Asche gelegt, und die Industrie erlitt aufgrund der während des Krieges auferlegten Beschränkungen einen verheerenden Schlag. Nach der Zerstörung wurden neben den Herstellern und Großhändlern auch Kunsthandwerker in die Produktion von geschliffenem Glas einbezogen, und zwar von Unternehmen wie Hoya Glass (heute HOYA Crystal), das von optischen Linsen für das ehemalige Militär in die Glasgeschirrindustrie eingestiegen war, seine Technologie umstellte und sich später zu einer Kristallglasmarke von Weltrang entwickelte und die Branche wieder aufbaute.